# شرکت خصوصی مسئولیت محدود
شرکت با مسئولیت محدود (به انگلیسی: Private limited company) گونه‌ای شرکت است که، بر خلاف شرکت تضامنی، مسئولیت هر یک از سهامداران در مورد بدهی‌های شرکت محدود به مبلغ سرمایه‌گذاری شده در شرکت است و در صورت عدم کفایت مجبور نیستند اموال شخصی خود را در این راه مصرف نمایند. به زبان ساده‌تر در صورتی که شرکت ورشکسته شود و نتواند جوابگوی طلبکاران باشد تنها سرمایه سهامداران از میان می‌رود و طلبکاران نمی‌توانند باقی‌مانده مطالبات خود را از اموال شرکای شرکت مطالبه کنند.

## کشورها
مثال‌هایی از شرکت خصوصی محدود می‌توان زد؛ در ایالات متحده آمریکا شکل خاصی از این شرکت‌ها تحت عنوان «LLC» و در آلمان با نام «GmbH» شناخته می‌شوند:
| کشور                              | ساختار تجارت             | اختصار      |
| --------------------------------- | ------------------------ | ----------- |
| ایالات متحده آمریکا               | شرکت مسئولیت محدود       | LLC         |
| ایالات متحده آمریکا               | شرکت سهامی خاص           | PVT, PHC    |
| بریتانیا                          | شرکت خصوصی محدود با سهام | Ltd.        |
| ایرلند                            | شرکت خصوصی محدود با سهام | Ltd.        |
| کنیا                              | شرکت خصوصی محدود با سهام | Ltd.        |
| هنگ کنگ                           | شرکت خصوصی محدود با سهام | Ltd.        |
| سنگاپور                           | شرکت خصوصی محدود با سهام | Ltd.        |
| پاکستان                           | شرکت خصوصی محدود با سهام | Pvt SMC-Pvt |
| هند                               | شرکت خصوصی محدود با سهام | Pvt. Ltd.   |
| نپال                              | شرکت خصوصی محدود با سهام | Pvt. Ltd.   |
| بنگلادش                           | شرکت خصوصی محدود با سهام | Pvt. Ltd.   |
| هلند                              | شرکت مسئولیت محدود       | bv          |
| بلژیک                             | شرکت مسئولیت محدود       | bvba        |
| بلژیک                             | شرکت سهامی خاص           | SPRL        |
| فرانسه                            | شرکت سهامی خاص           | SARL        |
| لوکزامبورگ                        | شرکت سهامی خاص           | SARL        |
| سوئیس                             | شرکت سهامی خاص           | SARL        |
| شرکت مسئولیت محدود                | Sagl                     |             |
| شرکت مسئولیت محدود در آلمان       | GmbH                     |             |
| شرکت مسئولیت محدود در آلمان       | GmbH                     | لیختن‌اشتاین |
| شرکت مسئولیت محدود در آلمان       | GmbH                     | اتریش       |
| شرکت مسئولیت محدود در آلمان       | GmbH                     | آلمان       |
| شرکت کارآفرینانه با مسئولیت محدود | UG                       |             |
| ایران                             | با مسئولیت محدود         | م.م.        |
| اسپانیا                           | شرکت مسئولیت محدود       | S.L.        |
| مکزیک                             | شرکت مسئولیت محدود       | SRL         |
| پرو                               | شرکت مسئولیت محدود       | SRL         |
| آرژانتین                          | شرکت مسئولیت محدود       | SRL         |
| پاراگوئه                          | شرکت مسئولیت محدود       | SRL         |
| شیلی                              | شرکت مسئولیت محدود       | SRL         |
| اروگوئه                           | شرکت مسئولیت محدود       | SRL         |